# Léonard Paris
Pour les articles homonymes, voir Paris et Léonard Paris.
Pas d'image ? Cliquez ici

a Compétitions nationales et continentales officielles uniquement.

Dernière mise à jour le 20 mai 2020.
Léonard Paris, né le 20 mars 1996 à Beaune (Côte-d'Or), est un joueur français de rugby à XV. Il évolue au poste de centre à l'USON Nevers.

## Biographie
Né à Beaune, Léonard Paris commence le rugby à XV au CS Beaune, avant de rejoindre le pôle espoirs de Dijon et de jouer à l'ABCD XV.
En 2014, il part jouer au Racing Métro 92 en reichel.
En 2015, il est envoyé jouer avec la section rugby à XV du Hong Kong Football Club dans le cadre d'un échange entre les deux clubs grâce à un sponsor commun.
En 2017, il est champion de France espoir Élite 2 avec le Racing 92.
En 2019, il signe son premier contrat professionnel avec le Racing 92 avant d'être prêté à l'USON Nevers,,,, grâce à un accord de partenariat qui facilite les échanges de joueurs entre les deux clubs.